# Oger Moriset
 Oger Moriset (ou Ogier), originaire de Conflans et mort le 11 janvier 1441, est un ecclésiastique savoyard qui fut évêque d'Aoste (1411-1433) puis évêque de Maurienne (1433-1441).

## Patronyme
Son nom prend plusieurs formes. Il est désigné comme l'évêque Oger chez Joseph-Antoine Besson (1759) et Oger de Conflans, chez le chanoine Angley (1846). Saturnin Truchet, lui consacrant un article (1894) et donne pour sous-titre « Ogier de Conflens » tout en indiquant les formes Ogerius, Ogerins de Confleto ou encore Ogier Morizet.
Della Chiesa (XVIIe siècle) l'appelle Oggiero Morizzetto et François Mugnier (1884) Oger Morisetti.
On trouve encore la forme Ogier Moriset, dans Histoire de Savoie (1984). L'historienne de l'art valdôtaine, Daniela Platania, donne pour titre à son ouvrage Oger Moriset, forme la plus courante dans les publications contemporaines.

## Biographie

### Origines
Le comte de Foras, auteur de l’Armorial, s'est interrogé sur son éventuelle appartenance à la famille noble de Conflans, sans toutefois apporter d'éléments pouvant le rattacher. Le chanoine Truchet conclu que « L'on peut nettement affirmer que de Conflens marque simplement son lieu de naissance et que son nom était Moriset ».
Oger Moriset est originaire dans la cité de Conflans (devenue depuis Albertville) dans le comté de Savoie,. Il est le fils d'un certain Rodet (Rodatus ?) Moriset, originaire de Conflans et agriculteur,. Il semble avoir une sœur, Antoinette, mariée à un homme originaire de Beaufort et qui se sont installés à Aoste.

### Épiscopats
Il est archidiacre de la Cathédrale d'Aoste quand il est élevé à l'épiscopat par le Pape Jean XXIII le 12 janvier 1411. Dès le 2 janvier 1415, le Pape souhaite le transférer à l'évêché de Saint-Jean-de-Maurienne et à le remplacer à Aoste par un certain chanoine de Rouen nommé Guy. Ces deux nominations restent sans suite du fait de la déposition de Jean XXIII par le Concile de Constance. Oger Moriset est finalement transféré à Saint-Jean-de-Maurienne le 11 février 1433,. Il succède ainsi à Aimon III de Gerbais.
Le chapitre de Maurienne avait au préalable choisi le frère d'Aimon de Gerbais, Urbain, pour lui succéder au cours de la crise conciliaire qui a émergé lors du concile de Bâle.
Oger de Conflans prend possession du diocèse de Maurienne le 27 octobre,. Le 14 décembre, il achète au chapitre « la crosse et la mitre d'Aimon de Gerbaix, pour le prix de 400 florins d'or, à la condition toutefois qu'il ne les porterait jamais hors du Diocèse », d'après Angley. Et promettant qu'ils reviennent à ce dernier à sa mort.
En 1434, le duc Amédée VIII de Savoie se retire au château de Ripaille. Le dimanche 7 novembre 1434, il réunit son conseil et les grands personnages, dont Oger, afin d'organiser sa succession,,.

Armoiries d'Oger :
d'argent chargé de trois trèfles de sable posés 2 et 1 »,.

Le 8 avril 1437, il reçoit une bulle papale de Eugène IV qui le fait « juge conservateur de l'abbaye de la Novalaise »,.
En 1439, la ville épiscopale de Saint-Jean subit d'importants dégâts à la suite du débordement du torrent de Bonrieux, endommageant notamment la cathédrale. Au-delà des dégâts, on compte soixante-quinze morts, dont cinq chanoines (Besson). Au cours de cette même année, le 6 novembre, le concile de Bâle choisi l'ancien duc Amédée VIII pour devenir pape, qui prendra le nom de Félix V. L'ancien duc rédige son testament, le 6 décembre 1439, où Oger est présent,. Les sources n'indiquent pas s'il accompagne le futur pape à Bâle ou s'il rentre dans son diocèse. Il est cependant présent en 1440 à Bâle.
Il obtient de ce pape la création d'un hôpital à Argentine.
Les visites pastorales de Mgr Moriset, en 1437, dont les comptes-rendus nous sont parvenus, sont au nombre de huit : Hauteville, La Rochette, La Croix, Villard-d'Héry, Saint-Pierre-de-Soucy, Villard-Léger, Bourgneuf, ainsi que la paroisse de Musterium (La Trinité).

### Mort et sépulture
Oger Moriset meurt le 11 janvier 1441,,. Daniela Platania (2003) indique qu'aucune preuve n'indique qu'il n'ait été malade, mais qu'il est mort à Bâle, alors que Ch. Rostaing (1955) indiquait qu'il était mort probablement de la peste et enseveli à Bâle. Les auteurs anciens, Besson et Angley, indiquaient qu'il était mort lors de son retour du concile de Bâle, à Thonon,.
Il avait pris ses dispositions en s'étant fait édifier un premier tombeau, en 1420, dans la chapelle des Saint-Jean-Baptiste et Saint-Christophe, réalisé par l'imagier valdôtain Étienne Mossetaz, dans la cathédrale d'Aoste. Il y a une sépulture du prélat dans la cathédrale de Saint-Jean-de-Maurienne, dans une sépulture, à côté de la chapelle Saint-Pierre qu'il avait fondé,. Il s'agirait d'un cénotaphe (selon Rostaing). Le monument funéraire de marbre, en réalité de gypse, porte l'inscription gothique Hic jacet R. in Christo Pater Christo pater et Dominus Ogerius episcopus maurianensis qui obiit 11 Januarii 1440,. Il se trouve depuis dans la chapelle terminale du collatéral nord.
Dans son testament, il lègue un magnifique missel à son ancien diocèse d'Aoste. La moitié de sa succession doit être versée à l'Église de Maurienne, la seconde partie revenant « à une personne distinguée qui remplissait une charge dans sa maison, et à laquelle il fit délivrer, en vertu d'un droit inhérent à son Siège, des patentes de noblesse ». Il s'agit de Guigonet Tonduti. Ce nom se retrouve, selon Angley, parmi les chanoines et il est à l'origine de plusieurs donations au Chapitre.
Selon une tradition constante mais non fondée, de l'église d'Aoste encore reprise par Joseph-Marie Henry, Oger Moriset serait le dernier évêque d'Aoste à avoir porté le titre de « Comte d'Aoste » dont il se « serait désisté à la prière du duc de Savoie ».